# Русский народный дом (Львов)
Наро́дный дом во Львове (также Русский народный дом, Дом народа русского, в 1915—1921 годах Украинский народный дом) — одно из старейших культурно-образовательных учреждений в Галиции, одно из важнейших учреждений галицко-русского движения. Бывшее здание Народного дома находится на улице Театральной, 22 (польское название — Рутовского).

## История
Народный дом был создан в 1849 году Главной Русской Радой по инициативе священника Льва Трещакивского. Австрийское правительство подарило для Народного дома участок на месте разрушенного в 1848 году здания Львовского университета, возле участка костёла тринитариев. Здание Народного дома было построено архитекторами В.Шмидтом и С.Гавришкевичем в 1851—1864 годах на пожертвования русинского населения края.

В Народном доме действовала основанная в 1848 году Галицко-русская матица, которая занялась культурно-образовательной работой. В результате отступления из Галиции русских войск в 1915 году и эвакуации части галицких русофилов часть библиотеки была вывезена в Россию. Издавался «Вестник Народного Дома» (1883—1914 — ежемесячно, после 1921 — периодически).

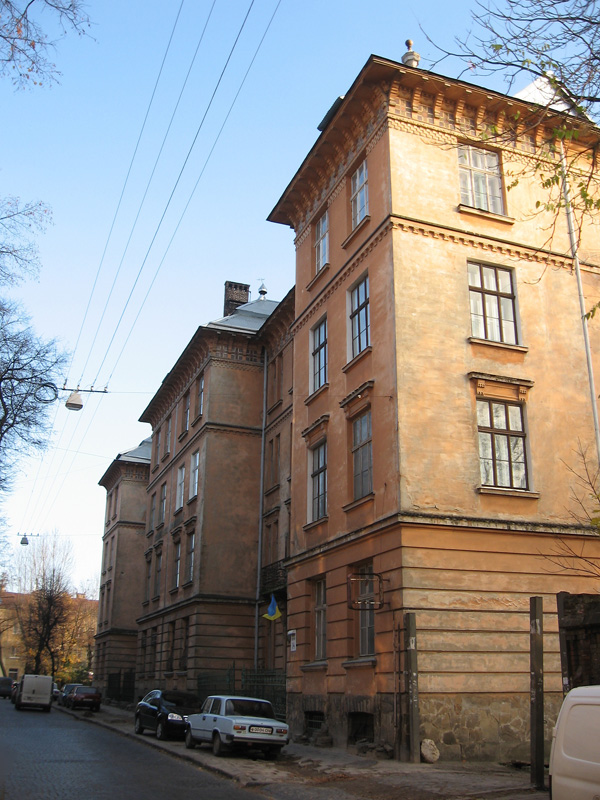
Бывшее здание бурсы (общежития), которая принадлежала институту «Народный дом» во Львове; стиль «гуцульской сецессии»

В 1914 году с началом войны между Австро-Венгрией и Россией было отстранено прошлое руководство Народного дома и был назначен правительственный комиссар Адам Смулка, который им заведовал до мая 1918 года. По многочисленным запросам проавстрийского деятеля Костя Левицкого австрийское наместничество в 1916 году назначило для Народного дома коллегиальный орган — кураторию, в который вошли 12 кураторов из числа украинофилов, во главе с Костем Левицким и Александром Барвинским. В 1918 году здесь находился штаб ЗУНР, а в большом зале, 19 октября 1918 года была провозглашенная Западноукраинская народная республика, которую возглавил Евгений Петрушевич. 8 ноября 1919 была разграблена богатая нумизматическая коллекция. В 1921 году польские власти вынуждены были сменить руководство Народного дома и он перешел под контроль правительственных комиссаров, прошлых его владельцев, членов галицко-русского движения к его руководству не допустили. В течение междувоенного периода деятельность Народного дома ограничивалась музейно-архивными делами. В составе Народного дома действовали: библиотека (в 1924 году около 120 тысяч книг, в том числе 5 тысяч рукописей и документов), археологическо-исторический (вместе с картинной галереей) и природоведческий музей, которые находились на улице Курковой, 14 (современное название — ул. Лысенко). В здании находился Украинский книжный магазин и книжный антиквариат.

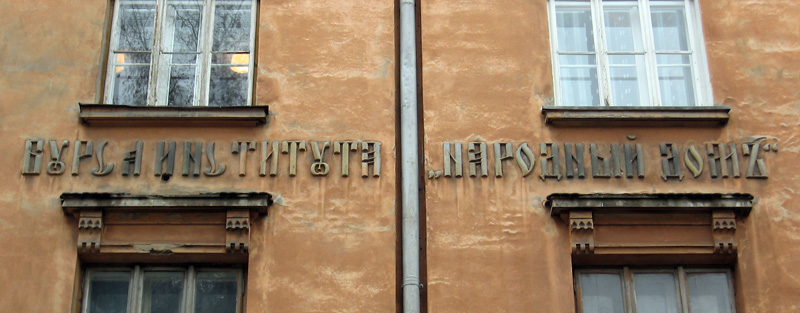
Надпись на русском языке на здании бурсы Народного дома

В нём некоторое время находился театр «Русская беседа», размещалась гимназия с преподаванием на украинском языке, а с 1930 года, после реконструкции бальных залов, проведенной архитектором Адамом Опольским, действовал Львовский «театр розмаитостей».
После 1939 года Народный дом был ликвидирован, а его книжные коллекции переданы библиотеке АН УССР и реорганизованным львовским музеям. С 1939 года в здании Народного дома находится Дом Красной Армии, затем окружной Дом офицеров, где проводили разнообразные культурные мероприятия. После провозглашения независимости Украины здесь расположили Дом офицеров Западного оперативного командования, а в начале XXI века также разместился «Кинопалац».